# Glorijet u Trogiru
Glorijet u Trogiru je redak spomenik francuske vlasti  u obliku kružna kolonade klasicističkog oblika iz 1809. godine, u čast francuskog generala Ogista Marmona.  Međutim najnoviji podaci otvaraju dve mogućnosti: da se gradnja spomenika dogodila godinu dana ranije – 1807. i to pod vođstvom Jean-Charlesa Langloisa, tadašnjeg vojnog zapovednika Trogira i potporučnika u francuskoj vojsci, i da ona nije posvećena Ogistu Marmonu već Napoleonu, čija je bista trebala da stoji u centralnom delu Glorijeta.

## Položaj
Glorijet se nalazi na zapadnoj ivici ostrvceta na kome leži istorisjko jezgro drevnog Trogira, na, slobodnom, ravnom prostoru na zapadnoj ivici grada koji se naziva Batarija, po nekadašnjem skladištu vojne opreme i municije.
Kada je izgrađen Glorijet je, sve dok nije izmešten na drugu lokaciju, bio u nivo zamišljene linije koja je spajala kulu Kamerlengo i kulu Svetog Marka, na poljani Svetog Mihovila, kako se tada taj deo grada nazivao.

## Istorija
Glorijet je sagrađena u čast francuskog generala Ogista Marmona, koji je bio poznat kao vojvoda od Raguze, i vojni zapovednik Dalmacije 1806. godine. Kao Napoleonov general, proglasio je aneksiju Dubrovačke republike, koja je prestala da postoji, a Dubrovnik je 1815. godine na Bečkom kongresu dodeljen Austriji. Napisao je „Memoare" u kojima opisuje život u Dalmaciji i Crnoj Gori.
Moguće je da je povod spominjanja glorijeta kao spomenika u čast maršalu Marmontu činjenica
da su Trogirani 1808. godine izrazili želju da mu podignu spomenik povodom njegovog imenovanja za
vojvodu od Dubrovnika, kako je to zapisano u ondašnjim službenim novinama „Kraglski Dalmatin” od 29. maja 1808. godine u kojima piše: 
| „ | Grad od Troghira pripravglja uzviscenje jednogh çiastnoga bielliga na postenje ovoga Vellog Çiovika mnogo Darxavi dobrodostojna, poradi gnegova uzivissenja na Çiast Herczegha od Dubrovnika. | ” |

  Međutim, kako maršal Marmont ne spominje spomenik u svojim memoarima, moguće je da je glorijet podignut u čast Napoleona, kome su i Dubrovčani i Splićani nameravali postaviti spomenik. 
| „ | Prema „Trogirskim uspomenama”, u sredini glorijeta trebao je, navodno, stajati kip u obliku Napoleonovog poprsja. Navodi se i da je nalog za podizanje spomenika, i to na opšinski trošak, dao pukovnik Louis Plasonne. | ” |

Kada je zapadni gradski bedem, do kraja porušen 1809. godine. Glorijet je sa tri strane zapljuskivalo more, ali kako je deo grada nasipan kamenjem i drugim materijalom, nastala je obala široka oko 55 metara! Nasipavanje je rezultovalo time da Glorijet više nije bio u morskom plićaku. Međutim 1946. godine Glorijet je rastavljen i premešten oko 40 metara zapadno od izvornog mesta na kojem je sagrađen!

## Izgled
Glorijet je kružna kolonada klasicističkog oblika u obliku paviljona na šest kamenih stubova (sa šiljatim krovom na čijoj je sredini bio predviđen manji stub sa Napoleonovom bistom!). Spmonik se oslanjao na četvrtasto postolje (postament),  od klesnaog kamena, i uzdignutu od površine terena, sa stepeništem samo sa jedne strane.

## Zanimljivosti
Glorijet je Trogiranima služio je za sunčanje i kao mesto za zaljubljene (u njemu se čak sklopio i prvi građanski brak u Trogiru!), oko njega su pasle ovce, a na njemu se sušio veš.
Zbog mnogih zloupotreba i namernih oštećenja, jedno vreme spomenik je imao čuvara.
Pre nasipanja terena i proširenja obale za 55 metara,  Glorijet je ogruživalo more pa se se do njega moglo doći samo čamcem.
Kada je  1945. godine od nove komunističke  vlasti potekla ideja za rušenjem Glorijeta, a na zahtev omladinske organizacije Trogira da se na tom prostoru izgradi fudbalsko igrališta, Glorijeta je izmeštanja na drugu lokaciju, jer su Trogirani koji  su bili protiv rušenja spomenika, uklonili drvene skele koje su već bile postavljene sa ciljem njegovog rušenja.

## Napomene
1. ↑  Poređenja radi, lekar je tada imao platu oko 3.000 venecijanskih lira godišnje, pisar oko 1.200 lira, a apotekar oko 500 lira...

## Spoljašnje veze
Mediji vezani za članak Glorijet u Trogiru na Vikimedijinoj ostavi

- Trogir kroz istoriji - „Aut”  za Marmontov glorijet (jezik: hrvatski)